# Borja Garcés
Borja Garcés Moreno (Melilla, 6 augustus 1999) is een Spaans voetballer die bij voorkeur als aanvaller speelt. Hij stroomde in 2018 door vanuit de jeugd van Atlético Madrid.

## Clubcarrière
Garcés verliet Rusadir in 2016 voor Atlético Madrid. Op 4 juli 2018 verlengde hij zijn contract en werd hij bij het tweede elftal gehaald. Op 14 september 2018 debuteerde hij in de Primera División in het thuisduel tegen SD Eibar. Hij viel na 71 minuten in voor Rodrigo Hernández.